# Valeria Bertuccelli
Valeria Bertuccelli (San Nicolás de los Arroyos, 19 de dezembro de 1969) é uma atriz argentina. Ela iniciou a carreira através do teatro alternativo. Encenou em algumas produções televisivas e estreou no cinema no filme 1000 boomerangs (1995).
Bertuccelli já ganhou e foi indicada a vários prêmios de prestígio, entre eles, o Emmy Internacional de melhor atriz por seu papel em O Caderno de Tomy.

## Vida pessoal
Bertuccelli é casada com o cantor Vicentico, integrante dos Los Fabulosos Cadillacs, que conheceu durante as filmagens do filme 1000 boomerangs (1995). Tiveram o primeiro filho, Florian, em 1995. O segundo filho, Vicente, nasceu em 2007. Eles se casaram em Miami , durante uma turnê da banda.

## Filmografia
| Ano  | Título                          | Papel                                 | Nota(s)                                                |
| ---- | ------------------------------- | ------------------------------------- | ------------------------------------------------------ |
| 1995 | 1000 Boomerangs                 |                                       |                                                        |
| 1996 | Verdad consecuencia             |                                       | Série de TV                                            |
| 1997 | Carola Casini                   |                                       | Telenovela                                             |
| 1998 | Gasoleros                       |                                       |                                                        |
| 1999 | Silvia Prieto                   | Brite                                 |                                                        |
| 1999 | Alma mía                        | Fanny                                 |                                                        |
| 2000 | Por ese palpitar                |                                       |                                                        |
| 2001 | Cuatro amigas                   | Rita                                  | Série de TV, 3 episódios                               |
| 2002 | Tiempofinal                     |                                       | Série de TV Episódio: Noche real                       |
| 2002 | Máximo corazón                  | Luján Robledo de López Paz-Martinelli | Venceu: Prêmio Martín Fierro de Melhor Atriz em Novela |
| 2003 | Extraño                         | Erika                                 |                                                        |
| 2003 | Los guantes mágicos             | Valeria                               |                                                        |
| 2004 | Luna de Avellaneda              | Cristina                              |                                                        |
| 2005 | Hermanas                        | Elena Levín                           |                                                        |
| 2005 | Mujeres asesinas                | Marta Bogado                          |                                                        |
| 2006 | Vientos de agua                 | Lucía                                 |                                                        |
| 2006 | Mientras tanto                  | Eva                                   | Venceu: Prêmio Condor de Prata de Melhor Atriz         |
| 2007 | La antena                       | Filha do Sr. TV                       |                                                        |
| 2007 | Hotel Tívoli                    | Eva                                   |                                                        |
| 2007 | XXY                             | Suli                                  |                                                        |
| 2008 | Lluvia                          | Alma                                  |                                                        |
| 2008 | Un novio para mi mujer          | Tana                                  | Venceu: Premio Sul de Melhor Atriz                     |
| 2010 | Belgrano                        | María Josefa                          |                                                        |
| 2011 | Viudas                          | Adela                                 | Indicada—Premio Sul de Melhor Atriz                    |
| 2012 | La suerte en tus manos          | Gloria                                |                                                        |
| 2012 | Ni un hombre más                | Karla                                 |                                                        |
| 2013 | Pensé que iba a haber fiesta    | Lucía                                 |                                                        |
| 2013 | Vino Para Robar                 | Mariana                               | Indicada—Prêmio Condor de Prata de Melhor Atriz        |
| 2013 | Tots volem el millor per a ella | Mariana                               |                                                        |
| 2016 | Me casé con un boludo           | Florencia                             |                                                        |
| 2018 | La reina del miedo              | Robertina                             | Venceu: Prêmio Especial do Júri - Impacto Social       |
| 2018 | Nunca es tarde                  | Participação                          | sem créditos                                           |
| 2018 | El host                         | Ela mesma                             | Episódio: #1.7                                         |
| 2020 | El cuaderno de Tomy             | María "Marie" Vázquez                 | Indicada—Emmy Internacional de Melhor Atriz            |